# Печиняга (комуна)
Печиняга (рум. Pecineaga) — комуна у повіті Констанца в Румунії. До складу комуни входять такі села (дані про населення за 2002 рік):
- Винеторі (230 осіб)
- Печиняга (2833 особи) — адміністративний центр комуни

Комуна розташована на відстані 200 км на схід від Бухареста, 32 км на південь від Констанци.

## Населення
За даними перепису населення 2002 року у комуні проживали 3063 особи.
Національний склад населення комуни:
| Національність   | Кількість осіб | Відсоток |
| ---------------- | -------------- | -------- |
| румуни           | 2967           | 96,9%    |
| татари           | 52             | 1,7%     |
| турки            | 30             | 1,0%     |
| цигани           | 6              | 0,2%     |
| угорці           | 3              | 0,1%     |
| німці            | 2              | 0,1%     |
| українці         | 1              | < 0,1%   |
| росіяни-липовани | 1              | < 0,1%   |
| болгари          | 1              | < 0,1%   |

Рідною мовою назвали:
| Мова      | Кількість осіб | Відсоток |
| --------- | -------------- | -------- |
| румунська | 2979           | 97,3%    |
| татарська | 49             | 1,6%     |
| турецька  | 30             | 1,0%     |
| угорська  | 2              | 0,1%     |
| циганська | 1              | < 0,1%   |
| німецька  | 1              | < 0,1%   |
| російська | 1              | < 0,1%   |

Склад населення комуни за віросповіданням:
| Релігія        | Кількість осіб | Відсоток |
| -------------- | -------------- | -------- |
| православні    | 2895           | 94,5%    |
| мусульмани     | 82             | 2,7%     |
| адвентисти     | 32             | 1,0%     |
| римо-католики  | 31             | 1,0%     |
| п'ятдесятники  | 10             | 0,3%     |
| бретрени       | 5              | 0,2%     |
| старообрядці   | 4              | 0,1%     |
| греко-католики | 3              | 0,1%     |